# Carex pyrenaica
Carex pyrenaica är en halvgräsart som beskrevs av Göran Wahlenberg. Carex pyrenaica ingår i släktet starrar, och familjen halvgräs.

## Underarter
Arten delas in i följande underarter:
- C. p. micropodioides
- C. p. pyrenaica